# Hegyi tapír

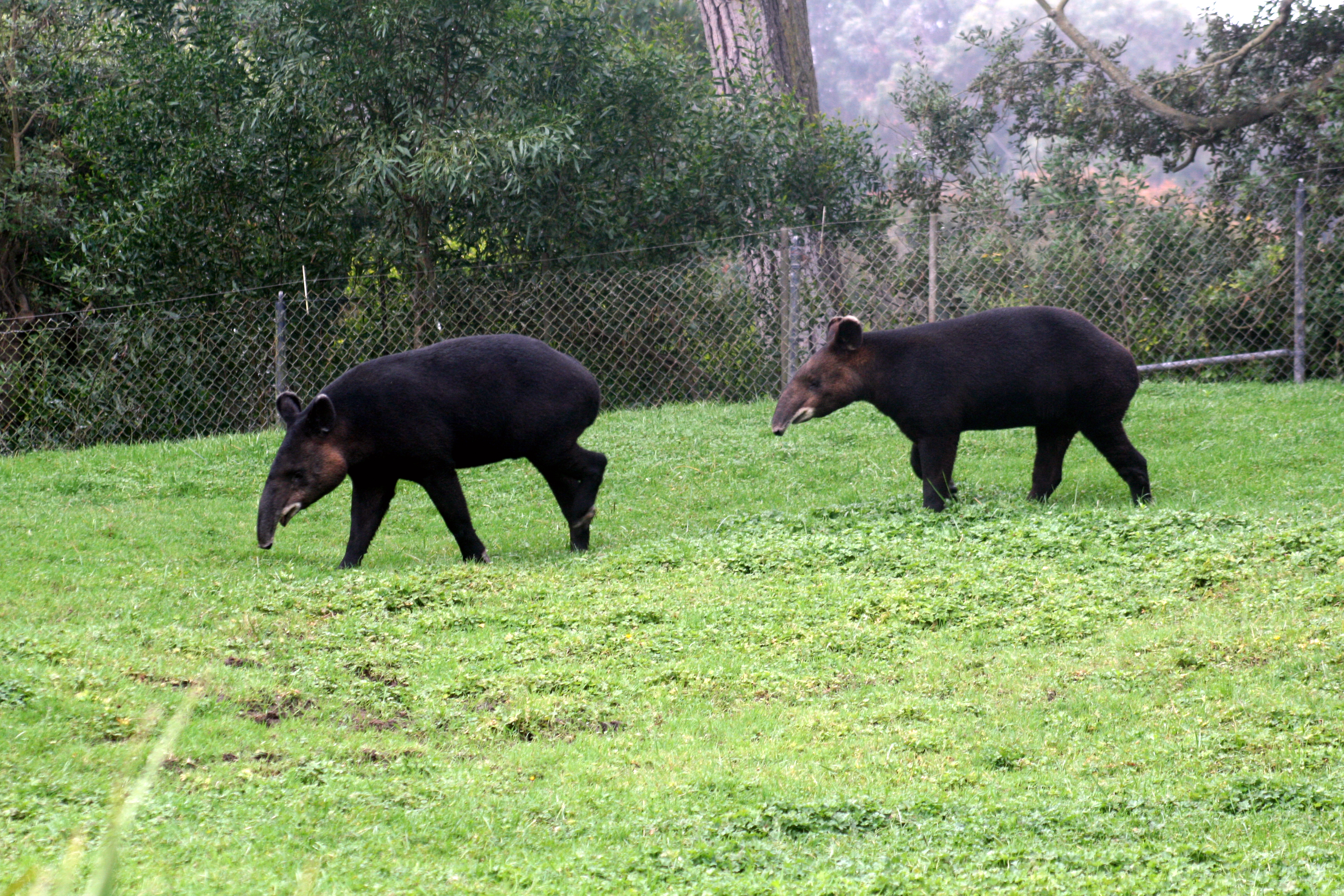
Két hegyi tapír a San Franciscó-i állatkertben

A hegyi tapír (Tapirus pinchaque) az emlősök (Mammalia) osztályának páratlanujjú patások (Perissodactyla) rendjébe, ezen belül a tapírfélék (Tapiridae) családjába tartozó faj.

## Előfordulása

### Elterjedése
A tapírfélék családjából a hegyi tapírnak van a legkisebb elterjedési területe. Csupán Kolumbiában, valamint az Andok ecuadori és nyugat-perui hegyláncaiban él. 

### Élőhelye
Többnyire 2000 méteres tengerszint feletti magasságokban levő hegyi köderdők és felvidéki mocsarak lakója. Egészen 4500 méteres magasságig előfordul.

## Megjelenése
Zömök testű, viszonylag rövid lábú állat. A tapírfajok közül ez a legkisebb faj, testhossza 180 centiméter, marmagassága 75–90 centiméter. Testtömege 136–250 kilogramm, a nőstények valamivel testesebbek, mint a hímek. Apró szeme, rövid, kerek füle van. Húsos, rövid ormánnyá megnyúlt orra a felső ajka fölé lóg. Lábán három funkcionális ujj van; az első, azaz a legbelső csökevényes, az ötödik pedig a mellső lábakon fejletlen, a hátsókon teljesen hiányzik. Szőrzete meglehetősen dús, színe hasonlóan a másik két közép- és dél-amerikai fajhoz barnás árnyalatú. A szőrzet színében nagy változatosság van az egyes egyedek között, némelyikük akár majdnem fekete is lehet.
Sűrű szőrzetén kívül jellemző e fajra az állon és a száj körül látható, s a felső ajak közepéig terjedhető fehér színezés; fülének fehéresszürke szegélye hiányzik. Az általában szürke pofatájék néha annyira világos, hogy a hegyi tapírt korábban Tapirus leucogenys (Gray) („fehérpofájú tapír”) névvel is jelölték. 
Nyaka gömbölyűbb, mint a síkon élő fajoké, és sörénye hiányzik. Koponyája kevésbé domború, és az ázsiai tapíréra hasonlít, még inkább a kihalt Palaeotheriuméra, s ez ismét egy bizonyíték a tapírok ősi jellegére.

## Életmódja
A Tapirus nemnek csak egy hegylakó faja ismeretes.
A hegyi tapír a sűrű erdők vagy mocsarak félénk lakója; jól kitaposott ösvényei általában vízközelben vezetnek. Ha megzavarják, az aljnövényzet közé menekül, vagy gyakran keres menedéket a víz alá merülve. 
Mint minden tapírfaj, a hegyi tapír is elsősorban éjszaka aktív, magányosan él. Napközben a sűrű vegetációban elbújva pihen. A többi tapírfajtól eltérően kiválóan tud mászni, amire szüksége is van hegyvidéki otthonában. Rokonaihoz hasonlóan jól tud úszni és a vízben alábukni is. Gyakran vesz iszapfürdőt. Igen félénk, többnyire csak ivás vagy fürdőzés közben a nyílt vízparton lehet csak megfigyelni.
Mint minden tapír, ez a faj is vegetáriánus, kizárólag növényi részeket, leveleket, gallyakat fogyaszt.
Legfőbb ellensége az ember. Régebben vadádászták a húsáért is.

## Szaporodása
A nőstény 13 hónapig tartó vemhességi időszak után egyetlen utódot hoz a világra. A kis tapír, rokonfajaihoz hasonlóan a felnőttektől eltérő, rejtőszínű csíkos bundát visel. A tapírkölyök egyéves korára lesz felnőtt és anyja ekkorra többnyire el is űzi maga mellől. Az ivarérettséget csak három-négyéves korára éri el.

## Természetvédelmi helyzete

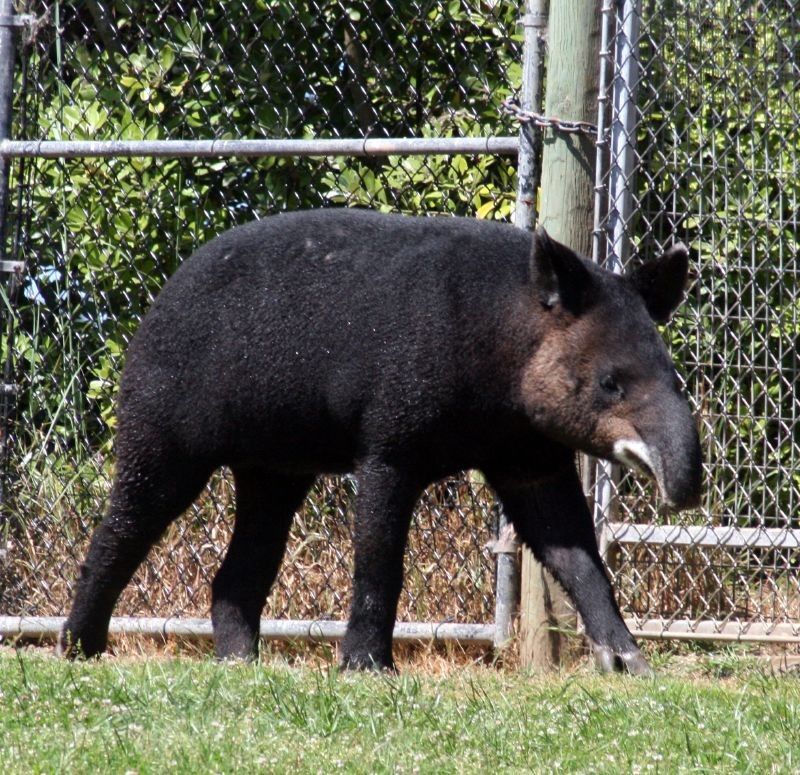

A Természetvédelmi Világszövetség a fajt jelenleg a „végveszélyben” kategóriába sorolja. Megritkulásának fő oka a vadászat mellett az élőhelyeit ellepő háziasított szarvasmarhákkal való versengés. A tapírok nem bírják a versenyt a táplálékot jobban kihasználó kérődzőkkel, ahol ezek tartósan megtelepdtek onnan a tapírok hamar eltűntek. Ezért is olyan szétszórt a tapírfélék jelenlegi elterjedése. A kérődzők közül a leggyakoribb tülkösszarvúak természetes úton sosem jutottak el Dél-Amerikába, így a hegyi tapírnak sem voltak táplálékkonkurensei. Mára azonban a szarvasmarhák mindenütt jelen vannak a faj elterjedési területén, elvadult egyedeik a védett nemzeti parkokban is élnek. A faj húscélú vadászata mára javarészt megszűnt, de a szarvasmarhákkal való versengés még mindig komoly veszélyeztető tényező.
Jelenlegi állományát 2500 egyed körülire becsülik.

## Fordítás
- Ez a szócikk részben vagy egészben  a   Bergtapir című német Wikipédia-szócikk ezen változatának fordításán alapul.  Az eredeti cikk szerkesztőit annak laptörténete sorolja fel. Ez a jelzés csupán a megfogalmazás eredetét és a szerzői jogokat jelzi, nem szolgál a cikkben szereplő információk forrásmegjelöléseként.